# Klausner-Gruppe
Die Klausner-Gruppe (juristisch: Klausner Trading International GmbH) ist ein österreichisches Familienunternehmen der Holzindustrie mit Sitz in Oberndorf in Tirol. Dort werden Vertrieb und Logistik organisiert. Die Produktion findet nach dem Verkauf des letzten deutschen Standortes Saalburg-Ebersdorf in Thüringen 2015 an Mercer ausschließlich in den USA statt. Nach eigenen Angaben stellt das Unternehmen jährlich ca. 2 Millionen Kubikmeter Nadelschnittholz her.
Seit April 2020 ist die Gruppe in Insolvenz.

## Geschichte
1918 wurde das Bahnhofsägewerk Klausner, Vorläufer der Klausner Holzindustrie GmbH & Co. KG, von Max Klausner in St. Johann in Tirol, Österreich, gegründet. Siebzig Jahre später, 1988, wurde die vorhandene Sägeanlage modernisiert und so die Kapazität auf 80.000 fm/Jahr erhöht. 1990 produzierte das Sägewerk in Tirol an der Kapazitätsgrenze.

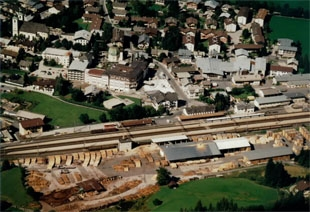
Bahnhofsägewerk Klausner, St. Johann in Tirol - Ende 1980

1992 nahm in Friesau (Ortsteil der Stadt Saalburg-Ebersdorf) die neugegründete Klausner Holz Thüringen (KHT) mit einer Einschnittskapazität von mehr als 2,2 Mio. fm/Jahr und einer Hobelkapazität von mehr als 0,8 Mio. m³/Jahr den Betrieb auf. Das Sägewerk in St. Johann in Tirol wurde 1996 geschlossen. In Wismar begann 1998 die Produktion von Klausner Nordic Timber (KNT) mit einer Einschnittskapazität von mehr als 2,0 Mio. fm/Jahr und einer Hobelkapazität von mindestens 0,7 Mio. m³/Jahr.
2004 folgte die Gründung von Klausner Holz Sachsen (KHS) in Kodersdorf mit einer Einschnittskapazität von mehr als 1,2 Mio. fm/Jahr und einer Hobelkapazität von mehr als 0,4 Mio. m³/Jahr und die Gründung der Klausner Trading International (KTI) in Österreich mit dem Zweck, die Vertriebsaktivitäten der Klausner-Gruppe weltweit zu bündeln. Eine Verwaltungszentrale wurde 2005/2006 in Oberndorf in Tirol, dem jetzigen Sitz der Klausner Trading International GmbH und der Firmenleitung der Klausner-Gruppe, gebaut. 2006 konnte das Sägewerk der in Insolvenz befindlichen Kühne GmbH in Adelebsen übernommen werden, es folgte die Gründung von Klausner Holz Niedersachsen (KHN) und die Modernisierung und Erweiterung auf eine Einschnittskapazität von etwa 1,5 Mio. fm/Jahr und einer Hobelkapazität von mehr als 0,9 Mio. m³/Jahr. Eine weitere Vergrößerung des Unternehmens geschah durch die Gründung von Klausner Holz Bayern (KHB) in Landsberg am Lech mit einer Einschnittskapazität von mindestens 1,5 Mio. fm/Jahr und einer Hobelkapazität von mehr als 0,9 Mio. m³/Jahr.

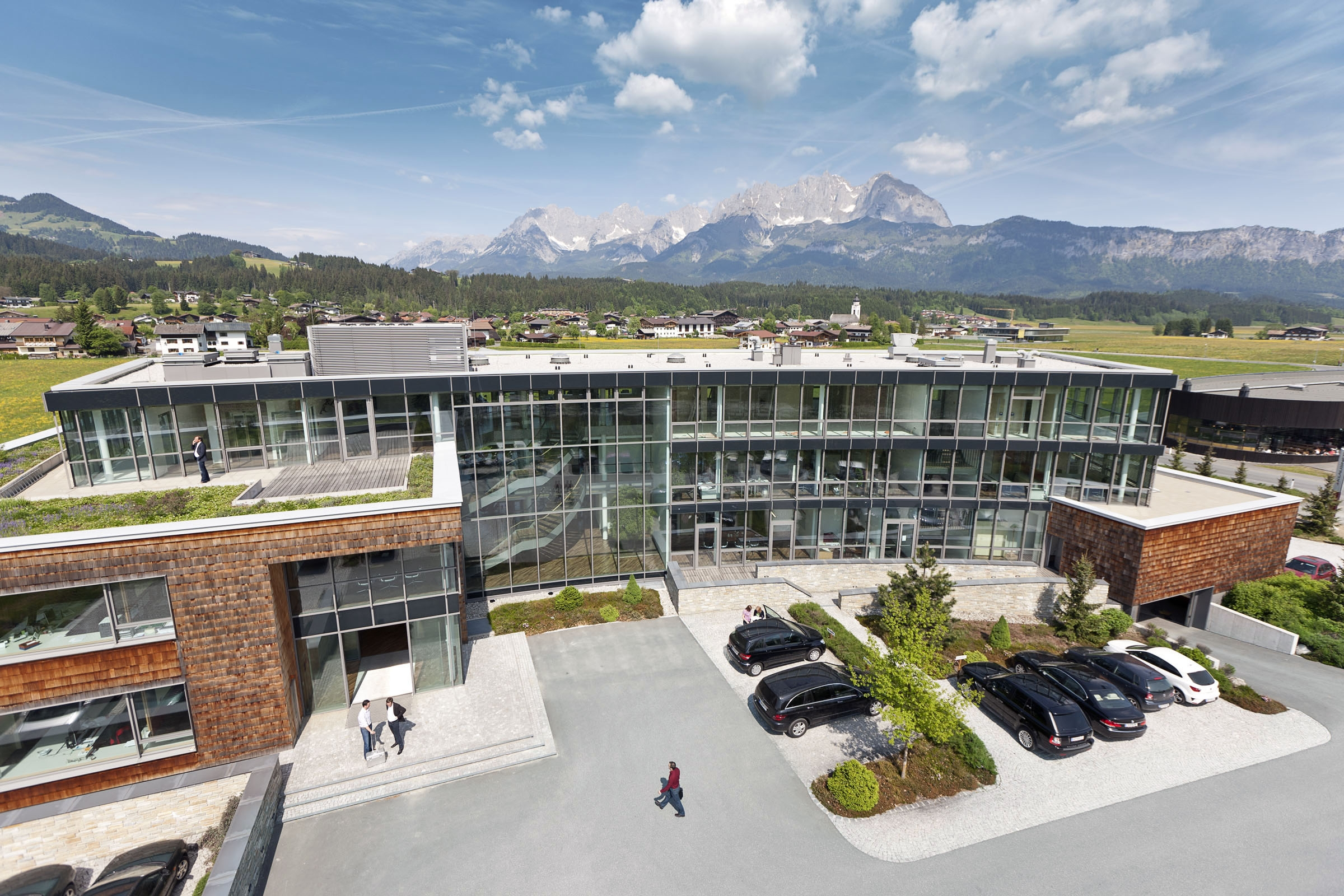
Klausner Trading International GmbH

Um den amerikanischen Markt von den USA aus erreichen zu können, gründete das Unternehmen 2007 die Klausner Trading USA (KTU) in Myrtle Beach (South Carolina). Im gleichen Jahr baute es eine Kraft-Wärme-Kopplung-Anlage (KWK) auf dem Gelände der Klausner Holz Thüringen in Saalburg-Ebersdorf mit einer Leistung von bis zu 50 MW (Megawatt). Das KWK hat 35 MW thermische Energie für die Versorgung der Schnittholz-Trocknungsanlagen und produziert bis zu 13 MW elektrische Energie (Strom), die in das öffentliche Netz eingespeist wird.

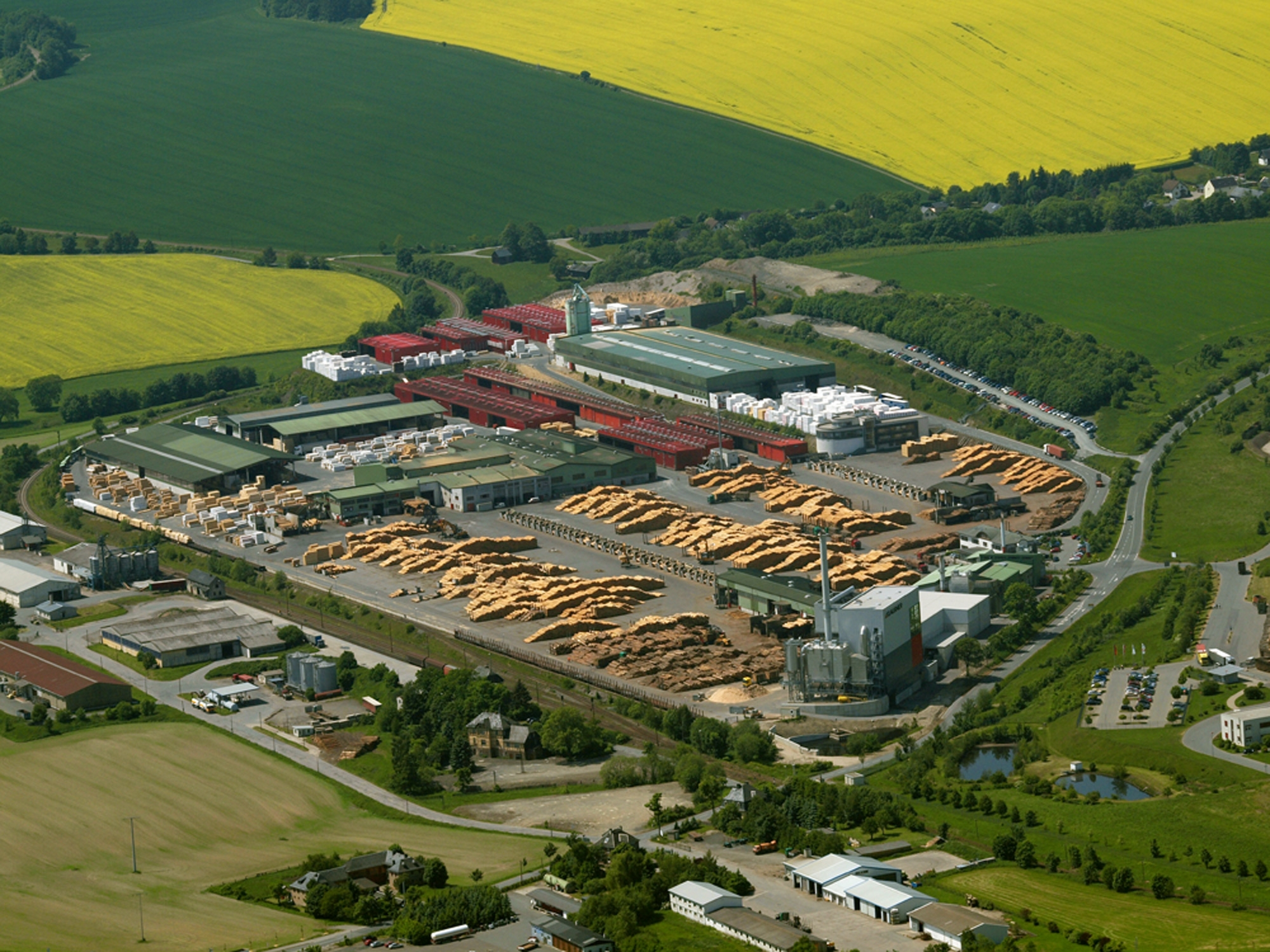
Klausner Holz Thüringen

In Folge der weltweiten Finanzkrise ab 2007 reduzierte sich der Schnittholzabsatz um ca. 60–70 % am US-Markt und ca. 20–30 % am Weltmarkt. Auch die Klausner-Gruppe musste in der Folge empfindliche Absatzeinbrüche sowie daraus folgend Produktionsrücknahmen verkraften. Dieser Markteinbruch konnte nicht zur Gänze kompensiert werden, was das Unternehmen in eine wirtschaftliche Schieflage brachte. 2008 begann der Restrukturierungsprozess gemeinsam mit Roland Berger und den finanzierenden Banken. So wurde beispielsweise die Produktion im Werk in Landsberg am Lech am 1. Januar 2009 ausgesetzt. Später, am 15. Juni 2010, wurden die Werke der Klausner-Gruppe in Wismar (Klausner Nordic Timber – KNT) und in Landsberg am Lech (Klausner Holz Bayern – KHB) als Teil eines umfassenden Sanierungskonzeptes an die russische Ilim Timber verkauft. Die Maschinen und Anlagen am Werksstandort Adelebsen (Klausner Holz Niedersachsen – KHN) wurden an den schwedischen Forst- und Holzkonzern SÖDRA verkauft. Der Abbau, Aufbau und Inbetriebnahme dieser Anlagen wurden von der Klausner-Gruppe durchgeführt. Der Verkaufserlös aus den Werksveräußerungen wurde zur Restrukturierung und zur Tilgung der aushaftenden Finanzverbindlichkeiten der Unternehmensgruppe verwendet. Bis 2010 war dieser Restrukturierungsprozess abgeschlossen. Am 7. Oktober 2015 wurde das Sägewerk Kodersdorf (Klausner Holz Sachsen) an die Schweighofer Gruppe verkauft. Im März 2017 wurde das verbleibende Werk in Thüringen an den Kanadischen Holzkonzern Mercer International verkauft. Zeitgleich investierte die Klausner-US Niederlassung in den Aufbau von zwei Sägewerken im Osten der USA: Klausner Lumber One (KL1) in Suwanee County, Florida, nahe der Stadt Live Oak und Klausner Lumber Two (KL2) in North Carolina in Halifax County nahe der Stadt Enfield. Beide Werke wurden in Online-Auktionen im August (KL1) und Dezember (KL2) 2020 an Binderholz verkauft.
Die Klausner Trading International GmbH hat im April 2020 Insolvenz angemeldet, was mit einer überstürzten Ausreise des österreichischen Managements aus den USA unter dem Prätext der COVID-19-Pandemie einherging und der kommentarlosen Einstellung von Lohnzahlungen an die Angestellten.
Parallel stellte auch die Klausner Nordamerika Beteiligungs GmbH einen Insolvenzantrag.

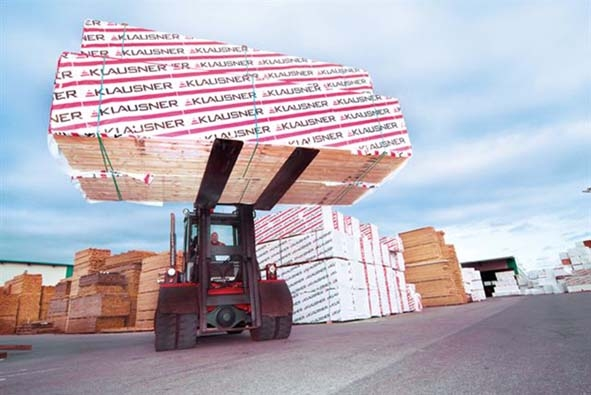
Foliertes Schnittholzpaket